# Armadillidium luridum
Armadillidium luridum är en kräftdjursart som beskrevs av Karl Wilhelm Verhoeff 1907. Armadillidium luridum ingår i släktet Armadillidium och familjen klotgråsuggor. Inga underarter finns listade i Catalogue of Life.